# Serhij Husjev
Serhij Jevhenijovyč Husjev (in ucraino Сергій Євгенійович Гусєв?, in russo Сергей Евгеньевич Гусев?, Sergej Evgen'evič Gusev, traslitterazione anglosassone: Serhiy Yevhenovych Husyev; Odessa, 1º luglio 1967) è un ex calciatore ucraino, di ruolo attaccante.

## Carriera
Fu capocannoniere del campionato ucraino nel 1993.